# Białoruś na letnich igrzyskach olimpijskich
Reprezentacja Białorusi na letnich igrzyskach olimpijskich po raz pierwszy wystartowała podczas igrzysk w Atlancie w 1996 roku. Najwięcej medali zdobyła podczas Igrzysk w Sydney i Pekinie.

## Klasyfikacja medalowa
| Olimpiada    | Złoto | Srebro | Brąz | Razem |
| ------------ | ----- | ------ | ---- | ----- |
| 1996 Atlanta | 1     | 6      | 8    | 15    |
| 2000 Sydney  | 3     | 3      | 11   | 17    |
| 2004 Ateny   | 2     | 6      | 7    | 15    |
| 2008 Pekin   | 4     | 5      | 10   | 19    |
| 2012 Londyn  | 2     | 5      | 5    | 12    |
| Razem        | 12    | 25     | 41   | 78    |

### Według dyscyplin
| Dyscyplina           | Złoto | Srebro | Brąz | Razem |
| -------------------- | ----- | ------ | ---- | ----- |
| lekkoatletyka        | 4     | 5      | 8    | 17    |
| kajakarstwo          | 2     | 2      | 3    | 7     |
| wioślarstwo          | 2     | 1      | 4    | 7     |
| podnoszenie ciężarów | 1     | 3      | 6    | 10    |
| judo                 | 1     | 0      | 1    | 2     |
| tenis                | 1     | 0      | 1    | 2     |
| strzelectwo          | 1     | 0      | 0    | 1     |
| gimnastyka           | 0     | 4      | 6    | 11    |
| zapasy               | 0     | 3      | 5    | 8     |
| strzelectwo          | 0     | 2      | 4    | 6     |
| boks                 | 0     | 2      | 0    | 2     |
| pływanie             | 0     | 1      | 1    | 2     |
| pięciobój nowoczesny | 0     | 0      | 1    | 1     |
| kolarstwo            | 0     | 0      | 1    | 1     |